# Saint-Cricq-du-Gave
Saint-Cricq-du-Gave is een gemeente in het Franse departement Landes (regio Nouvelle-Aquitaine) en telt 327 inwoners (2005). De plaats maakt deel uit van het arrondissement Dax.

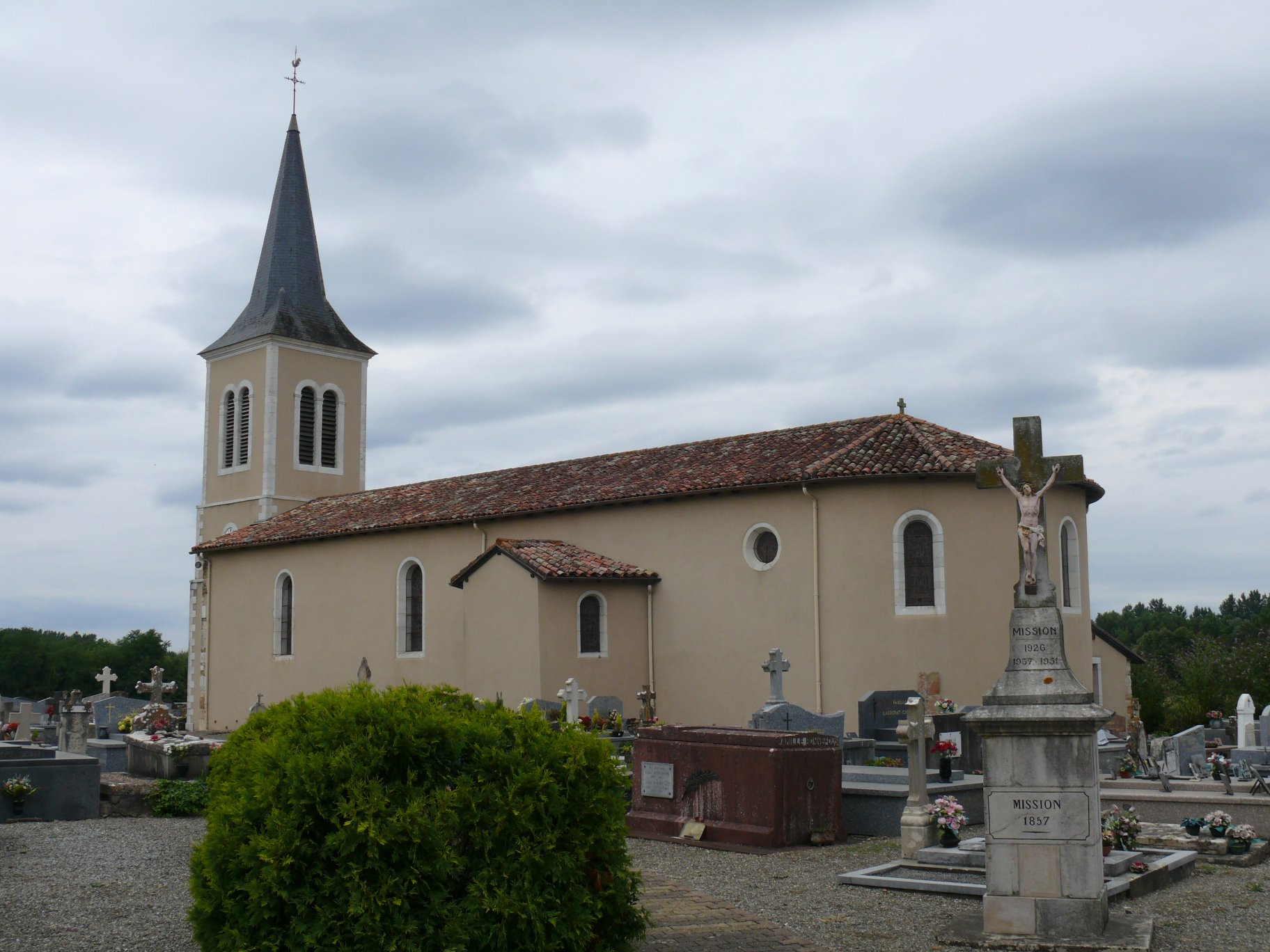
Kerk van Saint-Cricq-du-Gave
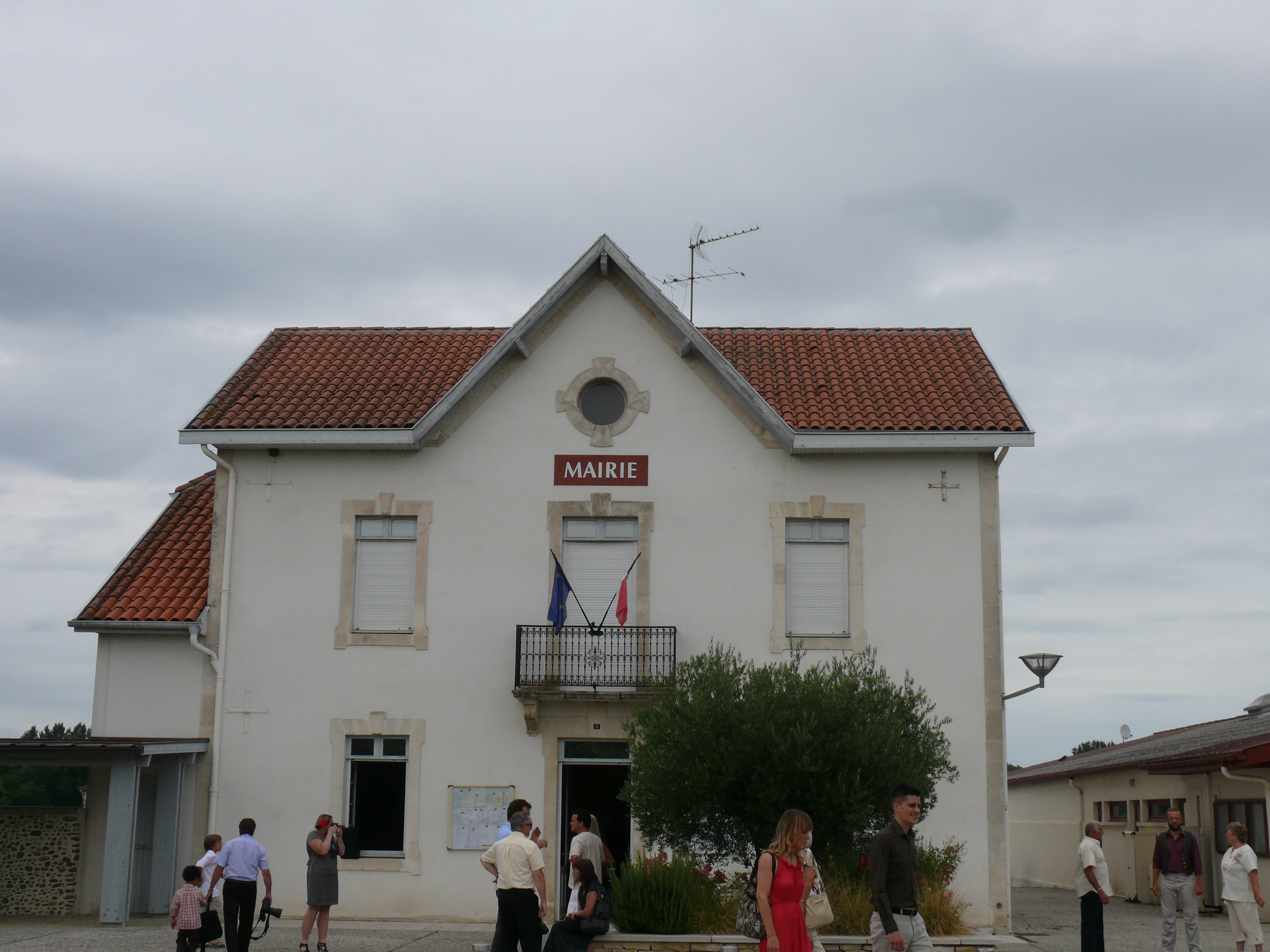
Gemeentehuis

## Geografie
De oppervlakte van Saint-Cricq-du-Gave bedraagt 8,7 km², de bevolkingsdichtheid is 37,6 inwoners per km².
De onderstaande kaart toont de ligging van Saint-Cricq-du-Gave met de belangrijkste infrastructuur en aangrenzende gemeenten.

## Demografie
Onderstaande figuur toont het verloop van het inwonertal (bron: INSEE-tellingen).